# Região Metropolitana de Chapecó

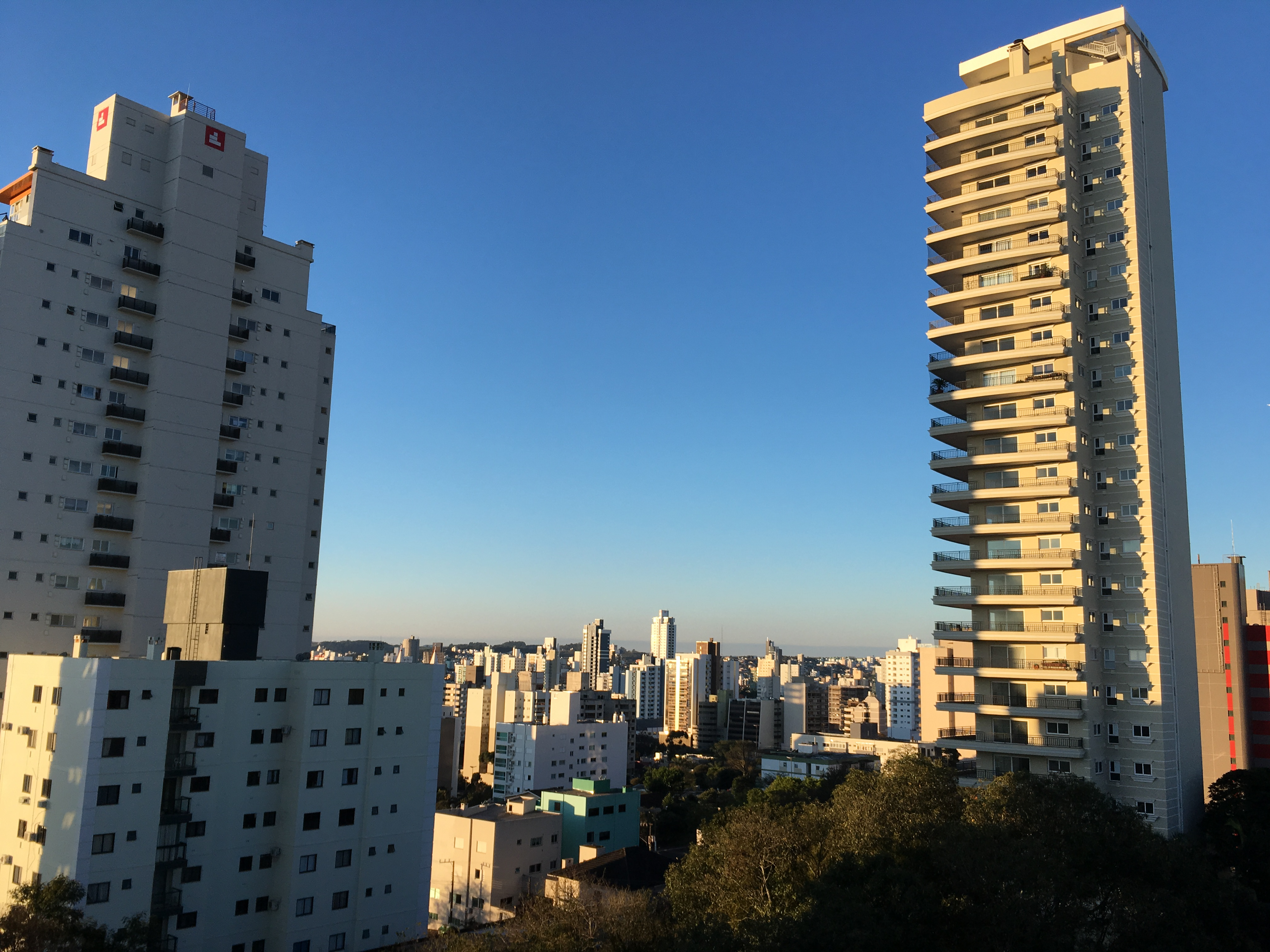
Chapecó, sede da região metropolitana e 6ª maior cidade do estado.

A Região Metropolitana de Chapecó é uma região metropolitana brasileira, criada pela lei complementar estadual nº 377, de 4 de abril de 2007. Reúne dezesseis municípios do estado de Santa Catarina em processo de conurbação, além de outros nove municípios que compunham a denominada área de expansão metropolitana, totalizando vinte e cinco municípios.

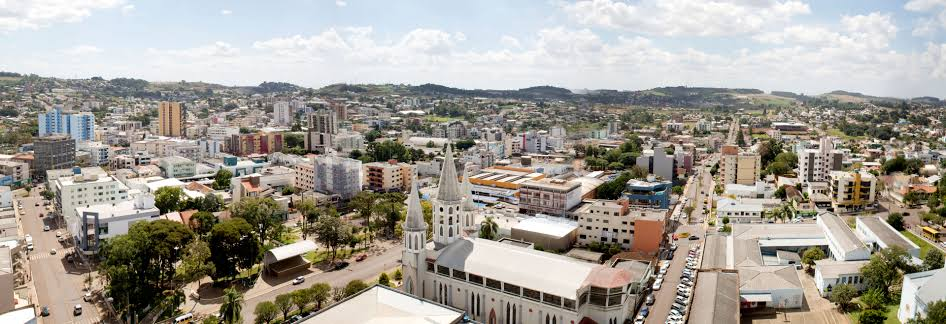
Xanxerê, segunda maior cidade do núcleo metropolitano.

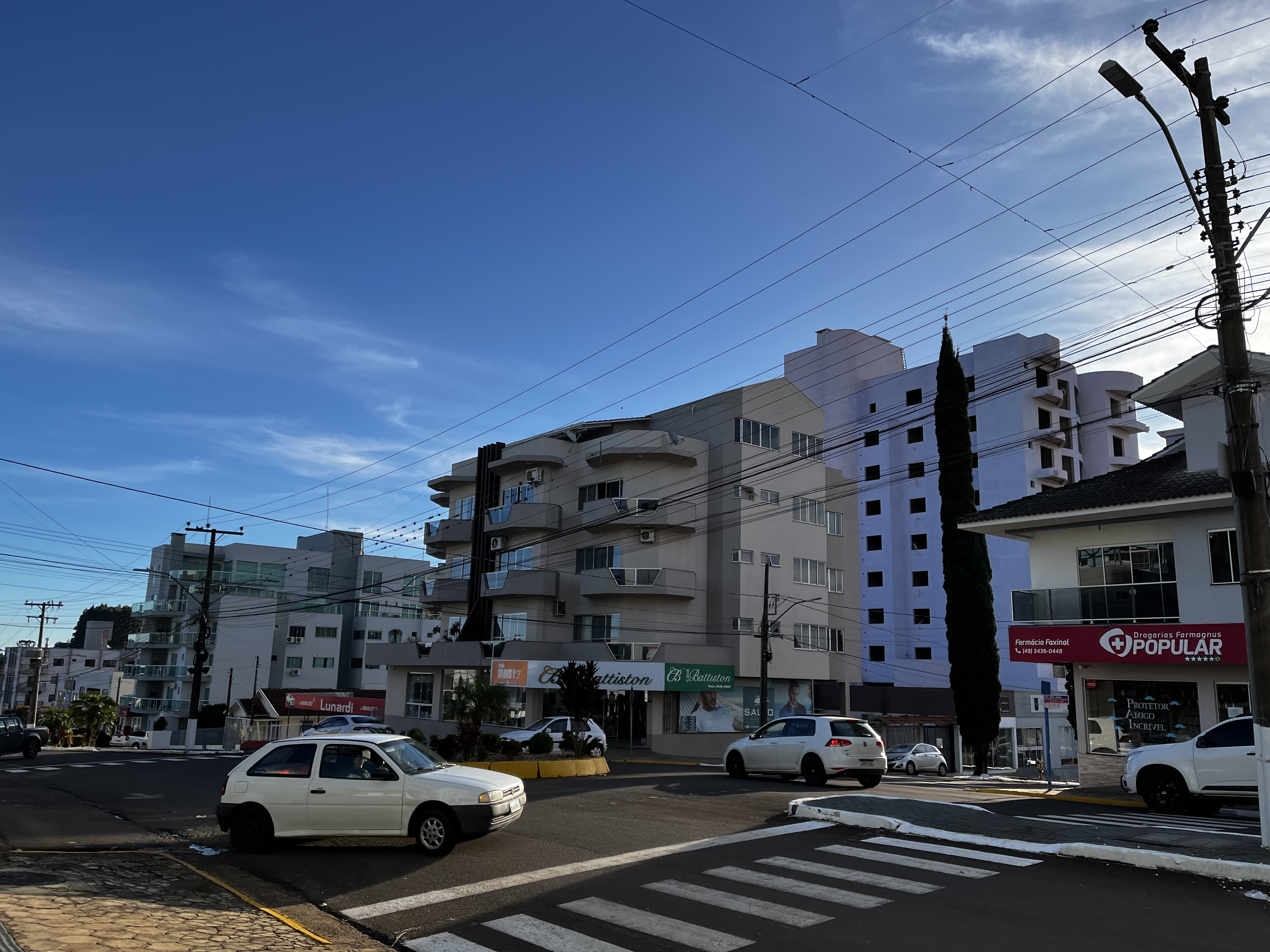
Faxinal dos Guedes, cidade da área de expansão metropolitana.

O núcleo metropolitano é composto pelos municípios de Chapecó, Xanxerê, Xaxim, Arvoredo, Paial, Seara, Guatambu, Planalto Alegre, Nova Itaberaba, Coronel Freitas, Pinhalzinho, Águas Frias, Nova Erechim, Águas de Chapecó, Saudades e São Carlos. A área de expansão metropolitana conta com os municípios de Itá, Xavantina, Faxinal dos Guedes, Marema, Quilombo, União do Oeste, Caxambu do Sul, Palmitos e Cunhataí.

## Demografia
| Município                     | População(hab.) | Área (km²) | Densidade dem. (hab/km²) | Distância até Chapecó (km) |
| ----------------------------- | --------------- | ---------- | ------------------------ | -------------------------- |
| Chapecó                       | 254.781         | 626,06     | 406,95                   | -                          |
| Xanxerê                       | 51.607          | 377,764    | 136,611                  | 43,9                       |
| Xaxim                         | 31.918          | 293,279    | 108,83                   | 25,9                       |
| Pinhalzinho                   | 21.972          | 128,159    | 171,44                   | 56,5                       |
| Seara                         | 18.620          | 310,981    | 59,87                    | 43,6                       |
| Coronel Freitas               | 10.388          | 233,968    | 44,39                    | 25,1                       |
| São Carlos                    | 10.282          | 161,292    | 63,74                    | 46,5                       |
| Saudades                      | 10.265          | 206,596    | 49,68                    | 63,8                       |
| Guatambu                      | 8.425           | 205,874    | 40,92                    | 19,5                       |
| Águas de Chapecó              | 6.036           | 139,832    | 43,16                    | 43,9                       |
| Nova Erechim                  | 5.155           | 64,892     | 79,43                    | 44,4                       |
| Nova Itaberaba                | 4.536           | 137,547    | 32,97                    | 33,4                       |
| Planalto Alegre               | 2.946           | 62,461     | 47,16                    | 29,1                       |
| Arvoredo                      | 2.510           | 90,769     | 27,65                    | 30,7                       |
| Águas Frias                   | 2.378           | 76,14      | 31,23                    | 49,7                       |
| Paial                         | 1.927           | 85,757     | 22,47                    | 29,3                       |
| Total do Núcleo Metropolitano | 443.746         | 3.201,371  | 138,61                   |                            |

| Município                        | População (hab.) | Área (km²) | Densidade dem. (hab/km²) | Distância até Chapecó (km) |
| -------------------------------- | ---------------- | ---------- | ------------------------ | -------------------------- |
| Palmitos                         | 15.626           | 352,504    | 44,32                    | 64,1                       |
| Faxinal dos Guedes               | 11.192           | 339,699    | 32,94                    | 59,5                       |
| Quilombo                         | 10.937           | 280,258    | 39,02                    | 55,0                       |
| Itá                              | 7.067            | 165,869    | 42,60                    | 64,0                       |
| Xavantina                        | 3.653            | 216,688    | 16,85                    | 51,3                       |
| Caxambu do Sul                   | 4.614            | 140,708    | 32,79                    | 32,6                       |
| União do Oeste                   | 2.774            | 92,617     | 29,95                    | 65,4                       |
| Marema                           | 2.184            | 104,066    | 20,98                    | 50,0                       |
| Cunhataí                         | 1.968            | 55,768     | 35,28                    | 68,0                       |
| Total da Área de Expansão        | 60.015           | 1.748,177  | 34,33                    |                            |
| Total Geral Região Metropolitana | 503.761          | 4.949,548  | 101,77                   |                            |